# Andra Bränder
Andra bränder är ett svenskt samlingsalbum som släpptes av Massproduktion 1981 på LP.

## Låtlista
- Micke Mek - Slut (3:07)
- Micke Mek - Kapitulerar (2:39)
- Divina Comedia - Sju dagar (2:16)
- Avant Gaam - Peters hemlighet (3:03)
- Massmedia - Ingenting blir som förut (3:28)
- Massmedia - Kent Agent Dub (1:41)
- Krank - Död dröm (2:15)
- Scendrag - Tänk på vad du gör (3:18)
- Picnic Boys - Tänka för mycket (3:01)
- Picnic Boys - Tänka på mej (2:16)
- Vacum - Vi talar inte samma språk 2:48
- Rasta Hunden - Lastbiten (4:18)
- Rasta Hunden - Världen och jag (4:09)